# مرگ در برانسویک
مرگ در برانسویک (به انگلیسی: Death in Brunswick) فیلمی محصول سال ۱۹۹۰ و به کارگردانی جان روآن است. در این فیلم بازیگرانی همچون سم نیل، زویی کاردیس و جان کلارک ایفای نقش کرده‌اند.